# El rey Candaules
El rey Candaules (en inglés: King Candaules; en francés: Le Roi Candaule) es un ballet en cuatro actos y seis escenas, con coreografía de Marius Petipa y música de Cesare Pugni. El libreto es de Jules-Henri Vernoy de Saint-Georges y se basa en la historia del rey Candaules, el gobernante de Lidia, como la describe Heródoto en sus Historias.

## Historia
El rey Candaules fue presentado por primera vez por el Ballet Imperial el 29 de octubre de 1868 en el Teatro Imperial Bolshoi Kamenny, San Petersburgo, Rusia. El ballet fue un gran éxito, la bailarina Henriette d'Or sorprendió al público con su interpretación de la reina Nisia. Su increíble capacidad técnica quedó especialmente patente en el célebre Pas de Venus del segundo acto, en el que realizó cinco piruetas en puntas, que causaron gran sensación entre el público.
Dos meses después, Petipa repuso el ballet en Moscú, donde se estrenó el 22 de diciembre de 1868 en el Teatro Imperial Bolshoi y continuó representándose en Moscú y San Petersburgo con gran éxito a lo largo de los años. Petipa revivió el ballet en 1891 con música adicional de Riccardo Drigo. Esta revisión se presentó por primera vez el 6 de diciembre de 1891 en el Teatro Imperial Mariinsky, en San Petersburgo, Rusia. Su última puesta en escena el 21 de abril de 1903 en el Imperial Mariinsky Theatre.   .
El Rey Candaules se anotó con el método de notación Stepanov y es parte de la Colección Sergeyev, que se encuentra en la Biblioteca de Teatro de la Universidad de Harvard.

## Roles
| Papel         | San Petersburgo 1868 | San Petersburgo 1891 | San Petersburgo 1903 |
| ------------- | -------------------- | -------------------- | -------------------- |
| Rey Candaules | Felix Kschessinsky   | Pável Gerdt          | Pavel Gerdt          |
| Reina Nisia   | Henriette d'Or       | Carlotta Brianza     | Julia Sedova         |
| Giges         | Lev Ivanov           | Alexander Gorsky     | Georgy Kyaksht       |
| Clitia        | Klavdia Kantsyreva   | Varvara Rykhliakova  | Nadezhda Petipa      |
| Pythia        |                      |                      | Evdokia Vasilieva    |

## Argumento

### Acto 1
Escena 1 - Un claro del bosque. Al fondo está la cueva de Pythia de Sardis
Los reyes y la gente de Lidia vienen a este lugar para preguntar al oráculo sobre el futuro.
Al levantarse el telón, campesinos, pastores y pastoras se posan en la hierba después de su trabajo. Entre ellos se encuentra un pastor llamado Giges, que toca su flauta y anima a la gente a bailar. Cerca de él está su prometida, Clitia, que lo mira con ternura. Poco a poco la luz se desvanece. Los campesinos miran con temor la cueva y se marchan. Cae la noche.
Sigue el ulular de los búhos y el silbido de los murciélagos. Pythia emerge de la cueva en medio de nubes de humo y, sabiendo que el rey Candaules está a punto de consultarla, ordena a todos que se vayan.
Entra el rey Candaules, escoltado por sus seguidores. Giges, a quien el rey encontró en el bosque, actúa como su guía. Le informa al Rey que si desea consultar al oráculo, debe golpear el escudo que cuelga al lado de la cueva de Pythia. Giges y los asistentes del rey se retiran. Candaules golpea el escudo y aparece Pythia. Él le ruega que le diga su futuro.
Ella le dice que secuestró al verdadero rey en su infancia, lo puso en el bosque a merced de las bestias salvajes y se apoderó de la corona él mismo. Candaules, alarmado, protesta que se equivoca. Pythia se ofrece a retractarse de sus palabras si se somete al juicio del Cielo. Ella levanta los brazos en señal de disposición, pero Candaules, asustado, insinúa su culpa. Entonces Pythia le informa que el verdadero rey vive y tomará su trono y poder. Candaules jura matar al rey si está vivo.
Pythia invita a Candaules a caminar temiendo a los dioses. Aparecen búhos llevando en sus garras un rollo de papiro, que predice que Candaules tendrá una muerte antinatural. Aterrado, huye al bosque.
Giges regresa y se sorprende de no encontrar al Rey, pero Pythia lo toma de la mano, le ordena que se ponga la armadura dejada por Candaules y predice que pronto será rey. Giges la obedece y, consciente de su destino, agita su espada y desaparece en el bosque.
Escena 2 - Campamento del rey Candaules en las fronteras de Libia y Misia. Hay numerosas tiendas de campaña con la morada del Rey en el centro. A lo lejos hay montañas. Noche.
Hay una actividad considerable. Se están cambiando los centinelas, los soldados están arreglando las armaduras y los oficiales entran y salen de la tienda del rey para cumplir sus órdenes.
Se abre la cortina de la tienda y emerge Candaules. Su reina, Nisia, con la ayuda de sus mujeres, se puso una armadura. Es atendida por Amazonas y, bajo su dirección, se juegan juegos bélicos; mientras tanto, los guerreros de Candaules practican el testudo. Los juegos terminan y reina el silencio. De repente, un mensajero advierte de un ataque nocturno. Candaules ordena que todos estén alerta y un guerrero, Giges, se coloca en la entrada de la tienda.
En la penumbra, se puede ver a las tropas arrastrándose por el suelo y poco a poco se acercan a la tienda del Rey. Entonces el enemigo se pone de pie de un salto y comienza a destruir las tiendas. Están impresionados por el esplendor de la tienda del rey, a la que Giges les prohíbe entrar. Nisia levanta la solapa y se enfrenta al enemigo. Dos de sus asaltantes intentan capturar a la Reina, pero Giges los corta. Otros soldados atacan a Giges, quien está casi abrumado cuando un grupo de hombres de Candaule viene al rescate, liderado por el rey.
Al ver a su esposa en los brazos de Giges, Candaules toma al guerrero por un enemigo y se abalanza sobre él con una daga levantada, pero Nisia explica que Giges le ha salvado la vida. Candaules agradece calurosamente a Giges y le anuncia que de ahora en adelante se ubicará junto a él. Todo el mundo rinde homenaje a Giges, quien, sin embargo, no puede acostumbrarse a este gran honor.

### Acto 2
Una arena con arco de triunfo. Al fondo hay una estatua de Venus Victrix. A ambos lados hay gradas de asientos con lugares de honor para el rey y la reina y su suite.
Se ve a ciudadanos de todos los rangos, portando coronas de laurel y flores, acercándose para saludar al Rey, cuya llegada es anunciada por fanfarrias. Los guerreros lidios entran por el arco, seguidos por jefes cautivos encadenados y soldados cautivos de varias naciones. La retaguardia de la procesión está formada por los notables de Lydia, y un carro de oro tirado por esclavos. En este carro están el rey Candaules, Giges y los ministros principales. Nisia sigue la marcha sobre un elefante magníficamente ataviado. Está rodeada de chicas que llueven flores.
La procesión triunfal se detiene en el centro de la arena. Los nobles ofrecen a su Rey las llaves de su capital, luego los cautivos desfilan ante él. Finalmente, Candaules, acompañado de Nisia, toma asiento y comienza la fiesta.
Primero, hay un baile de ninfas, bayaderas y gracias. Justo antes de que termine el baile, un lidio que representa un girasol y rodeado de otros bailarines que representan rosas y nomeolvides inicia un baile. Se ruega a Nisia que participe y represente a Venus.
Al principio, ella se niega, luego consiente. Comienza un nuevo baile en el que participan Nisia, cupidos, ninfas y sílfides. Todos rinden homenaje a la nueva Venus y Candaules, ebrio de orgullo, declara que su consorte es la verdadera Venus. Nisia rechaza estos cumplidos, pero Candaules ordena que se retire la estatua de Venus de su pedestal y que Nisia se levante en su lugar. Candaules y sus cortesanos la aclaman como diosa. Los guerreros presentan armas y las mujeres esparcen flores a sus pies. De repente, el cielo se oscurece y los sacerdotes y la gente miran hacia otro lado con miedo, mientras Candaules, en su arrogancia, parece desafiar los poderes del Cielo.

### Acto 3
El baño de la reina. Espléndidas mesas están colocadas con platos de oro. Al fondo hay una piscina de color rosa y mármol, adornada con una fuente y rodeada de flores.
Se ve a Nisia de pie debajo de una cortina y asistida por esclavas. Le arreglan el pelo y le quitan las joyas. Otros sostienen un espejo en el que ella se admira. Al son de las arpas Nisia baila. Durante el último baile, cae un telón que enmascara la piscina.
Las damas de la Reina entran y se preparan para recibirla. Llega Nisia, espléndidamente ataviada y atendida por muchos esclavos. Se anuncia la llegada de Candaules. Se arrodilla ante la reina a quien ha elevado a diosa. Está rodeado de mujeres que intentan fascinarlo.
De repente, Giges corre angustiado, porque es el portador de malas noticias. Le siguen los sacerdotes de Venus que exigen una audiencia con el Rey. Candaules, alarmado, ordena su ingreso. Los sacerdotes tienen miedo, porque Venus ya ha dado señales de su disgusto, ya que el hambre, la pestilencia y otras miserias han caído sobre la tierra y se están extendiendo por toda Lidia.
El Rey pregunta al Sumo Sacerdote cómo se puede apaciguar a la diosa. Él responde que la diosa insiste en que Nisia será castigada, obligándola a renunciar a su título de reina. Nisia está aterrorizada y el Rey rechaza la demanda. Entonces el sacerdote le advierte que tenga cuidado con la ira de los dioses. El cielo se oscurece, truenos, relámpagos y se siente el temblor de un terremoto.
Candaules induce a Nisia a renunciar a su título y arroja su anillo de oro al suelo. El Rey cae de rodillas y jura amor eterno. El cielo se aclara y el sacerdote vuelve gracias al cielo, pero Nisia mira con desprecio a Candaules y busca el consuelo de sus mujeres.

### Acto 4
Escena 1 - El dormitorio del rey Candaules
Se ve al Rey dormido en un sofá. Nisia se sienta junto a una mesa en la que descansa su corona. Contempla con tristeza este símbolo del poder terrenal, consciente del sombrío futuro que se avecina. Luego mira a Candaules, la causa de su caída.
En su ira, amenaza al Rey dormido. En el mismo momento, se abre una cortina y aparece Pythia, que lleva una copa de oro. Ella le dice a Nisia que contiene veneno y la insta a satisfacer su venganza, ya que Giges se casará con ella y ella volverá a convertirse en reina. Se ve una visión de Giges en el otro extremo de la habitación.
Candaules se despierta y Pythia desaparece. Entran cortesanos, incluido Giges. Todos pasan junto a Nisia sin notarla, salvo sólo Giges, que se inclina ante ella como de costumbre. Nisia oculta su disgusto, pero jura venganza, Candaules, todavía enamorado de su esposa, intenta calmarla. Le pide que baile para él. Ella consiente, pero le pide que despida a todos, ya que ahora es una esclava y solo él puede verla bailar. A las órdenes de Candaules, los cortesanos se retiran.
Nisia baila y pronto cautiva al rey amoroso. Intenta abrazarla, pero ella lo elude. Mientras tanto, Pythia mira detrás de una cortina y señala la taza envenenada. Nisia lo toma y se lo presenta a Candaules con los ojos desviados. El Rey bebe y siente los efectos del veneno y golpea un gong, pero aparece Pythia. Mientras Candaules se retuerce en medio de la muerte, Giges y sus cortesanos se apresuran a entrar. Giges va a ayudar al rey, pero Pythia lo obliga a confesar que Giges es el monarca legítimo. Giges toma la corona del rey y se la presenta a Nisia, quien, sorprendida, mira a Pythia, quien le recuerda su predicción.
Escena 2 - Un salón en el palacio del rey Candaules. En la terraza hay una mesa con platos de oro. El salón está iluminado con lámparas de bronce.
Se está celebrando una fiesta de esponsales, porque Giges se ha convertido en rey de Lidia y se casará con Nisia. Están presentes cortesanos y nobles. Los sacerdotes entran para realizar la ceremonia del matrimonio. Traen una mesa de sacrificios. Giges, coronado, lleva a su esposa hacia la mesa, coloca una mano sobre la llama sagrada y hace un voto. Nisia hace lo mismo, pero la llama se apaga y hay un trueno. La gente está asombrada por este presagio y los sacerdotes se retiran de la mesa. Giges, embelesado con Nisia, ignora la advertencia, lleva a la Reina hacia los jardines y ordena que comience el festival. El acto se abre con la Danza de Diana, en la que participan Endymion y un sátiro. Los esclavos atienden a los invitados que están reclinados en las mesas y llenan sus copas de vino.
Giges le pide a la Reina que se una al baile. Ella toma una copa y la vacía como para ahogar sus pensamientos. Baila en trance y vacía otra copa, que es llenada por el fantasma de Candaules, que de repente le arranca la corona de la cabeza. Aterrorizada, ella se desmaya y Giges se apresura a su lado y se esfuerza por llevarla a su trono, pero nuevamente, aparece el fantasma. Nisia, presa del pánico, corre entre los bailarines, que no pueden ver el motivo de su miedo. Finalmente, exhausta, cae en los brazos de Giges, pero el fantasma señala su tumba, donde espera a su esposa culpable. Una palidez mortal se apodera de sus rasgos y cae al suelo muerta. Giges, abrumado por el dolor, intenta devolverle la vida. En este momento, aparece Pythia. Ella le dice a Giges que no se aflija, sino que agradezca al cielo por haberlo preservado de la muerte y le indica una taza de veneno que Nisia le había preparado.
Giges y todos los presentes se retiran del cuerpo de Nisia. Aparece un cielo azul y en un templo de diamantes, Venus se ve rodeada de cupidos. La diosa celosa, con expresión de triunfo, señala el cuerpo sin vida de Nisia, como para advertir a quienes buscan rivalizar con la diosa de la belleza eterna.

## Diana y Acteón pas de deux
Hoy en día, el pasaje más famoso de El rey Candaules es el llamado Diana y Acteón pas de deux, que se realiza principalmente en las galas y se representa en el segundo acto de la reposición de La Esmeralda para el Ballet Bolshoi en 2009 de Yuri Burlaka y Vasily Medvedev.
El título original de este duo era Les Aventures amoureuses de Diane o simplemente el Pas de Diane y originalmente era un pas de trois bailado por Diana, la diosa romana de la caza, Endymion el pastor y un sátiro, reflejando el mito de la pasión entre Diana y Endymion. Se cree que la inspiración de Petipa para este duo era un cuadro del pintor ruso, Karl Bryullov . La versión tradicional que se baila hoy no es de Petipa, sino de Agrippina Vaganova, quien escenificó su propia versión del Pas de Diane cuando la trasladó a una reposición de La Esmeralda en 1935. Ella alteró el esquema eliminando el papel del sátiro y cambiando el papel principal masculino al cazador, Acteón, con quien Diana baila en compañía de doce de sus ninfas. Este fue un cambio muy extraño por parte de Vaganova, ya que Diana y Acteón no eran amantes, pero tenían una asociación cuando se topó con ella bañándose desnuda con sus ninfas, después de lo cual, ella lo transformó en un ciervo y fue perseguido y asesinado por sus propios perros de caza.
Sin embargo, el esquema original de Petipa y la pintura de Bryullov también contienen una inexactitud mitológica en el sentido de que ambos retratan erróneamente a Endymion como el amante de Diana; esta es una inexactitud que aparece en varios ballets, incluida Sylvia de Léo Delibes. De hecho, Endymion era el amante de Luna, la diosa romana de la Luna (Selene en la mitología griega) y nunca tuvo ninguna asociación con Diana. El famoso interés amoroso de Diana era en realidad Orión, el cazador de titán .